# Gabrielina chata
Lovecký zámeček Gabrielina chata (též Gabriela či Gabrielka) stojí v Beskydech na svahu Lysé hory, v NPR Mazák. Svým vzhledem dnes spíše než lovecký zámeček připomíná skromnou loveckou chatu. Administrativně náleží do katastru Staré Hamry II obce Ostravice.

## Historie
V roce 1895 po smrti svého strýce arcivévody Albrechta zdědil frýdecké panství arcivévoda Bedřich a krátce po tomto roce nechal na svahu Lysé hory postavit skromný lovecký zámeček, který pojmenoval po jedné ze svých dcer, po Gabriele. Zámeček mu sloužil jako zázemí v době lovů v této oblasti a často zde pobýval až do období první světové války. Jednalo se o malý dřevěný dvoukřídlý objekt, vystavěný na kamenné základně. První křídlo kopírovalo vrstevnici a v jeho západním štítě se nacházel vstup. Druhé křídlo pak bylo na toto kolmé a půdorysně tak objekt tvořil písmeno "L". Mezi oběma křídly se nacházela zastřešená terasa. Celý zámeček kryla šindelová sedlová střecha.
Po vzniku Československa došlo k zabavení veškerého majetku Habsburků a zámeček přešel do rukou státu. V polovině 20. století došlo k jeho radikální přestavbě na chatu. Byla v majetku Lesů ČR a poté přešla do majetku AOPK. Po přestavbě má jednoduchou podobu o půdorysu obdélníka, přičemž delší strana kopíruje vrstevnici. Vstup do objektu je ze severní části, v jižní části se nachází dvojice oken a v západní a východní po jednom oknu. Sedlovou střechu kryje plech. Důvod této radikální přestavby není znám. Stejně tak není dnes známo, kolik se toho dochovalo z původního zámečku.

## Přístup
Chata není pro veřejnost dostupná. Vede k ní neznačený chodníček od  červené turistické značky Ostravice - Butořanka - Lukšinec - Lysá hora.